# Tyszki-Nadbory
Tyszki-Nadbory – wieś sołecka w Polsce położona w województwie mazowieckim, w powiecie ostrołęckim, w gminie Czerwin.
Tyszki Nadbory są niewielką wsią, o charakterze ulicówki, złożoną z ponad dwudziestu domów, zamieszkaną przez ok. 60 osób. Miejscowość jest położona przy bocznej drodze prowadzącej do Pisków, odchodzącej od drogi wojewódzkiej nr 677, łączącej Łomżę i Ostrów Mazowiecką. Okolicę osady stanowią głównie pola uprawne, a także łąki i niewielkie laski. Około kilometra na północ od osady płynie rzeka Ruż, stanowiąca lewy dopływ Narwi.
Pod względem organizacji kościelnej Tyszki-Nadbory należą do parafii pw. św. Jana Chrzciciela w Piskach.

## Historia
Najstarsza wzmianka o miejscowości pochodzi z początku XV w. W latach 1392–93 i 1398 książę mazowiecki Janusz I nadawał dość znaczne obszary nad rzeką Ruź trzem spokrewnionym ze sobą rycerzom z rodu Tyszków, którzy założyli tutaj kilka osad, nazywanych od ich nazwiska Tyszkami. Dla odróżnienia wszystkie one posiadały dwuczłonową nazwę (m.in. Andrzejki-Tyszki, Tyszki-Ciągaczki, Tyszki-Pomian – obecnie Pomian, Tyszki-Piotrowo – obecnie Piotrowo).
Przez długi czas była Tyszki-Nadbory były osadą zamieszkana przez drobną szlachtę mazowiecką – potomków założyciela. Wieś szlachecka położona była w drugiej połowie XVI wieku w powiecie łomżyńskim ziemi łomżyńskiej.
W latach 1921–1939 wieś leżała w województwie białostockim, w powiecie łomżyńskim, w gminie Piski.
Według Powszechnego Spisu Ludności z 1921 roku wieś zamieszkiwało 188 osób, 186 było wyznania rzymskokatolickiego, 2 prawosławnego. Jednocześnie 186 mieszkańców zadeklarowało polską przynależność narodową a 2 rosyjską. Było tu 30 budynków mieszkalnych. Miejscowość należała do parafii rzymskokatolickiej w Piskach. Podlegała pod Sąd Grodzki w Ostrołęce i Okręgowy w Łomży; właściwy urząd pocztowy mieścił się w Piskach.
W wyniku napaści ZSRR na Polskę we wrześniu 1939 miejscowość znalazła się pod okupacją sowiecką. Od czerwca 1941 roku pod okupacją niemiecką. Od 22 lipca 1941 do 1945 włączona w skład Landkreis Lomscha, Bezirk Bialystok III Rzeszy. W latach 1975–1998 miejscowość administracyjnie należała do województwa łomżyńskiego.